# پنی پنس
پنی پنس (به انگلیسی: Penny Pence) (زادهٔ ۱۱ مهٔ ۱۹۲۹) شناگر اهل ایالات متحده آمریکا است.